# 乔晓光 (政治人物)
乔晓光（1918年—2003年），男，河北广宗人，中華人民共和國外交官、政治人物。第四届、第五届全国人大代表。

## 生平
乔晓光是河北广宗乔柏社村人。1934年，加入中国共产党。1937年，任威广市中心县委书记、广宗县委书记、冀南三地委书记、冀南四地委书记、湖南常德地委书记。
中华人民共和国成立后，任中共广西壮族自治区委常委兼组织部长、秘书长，1952年任副书记。1956年，调任中国驻朝鲜民主主义人民共和国大使。1961年，任中共广西壮族自治区委员会常务书记、第二书记、代理第一书记。1973年，任自治区党委书记、自治区革命委员会副主任、第二书记、第一书记兼广西军区第一政委、自治区革委会主任，自治区第四届政协主席等职位。